# Estampida en Pratapgarh de 2010
La estampida en Pratapgarh de 2010 fue un incidente que ocurrió el 4 de marzo de 2010 en el templo de Ram Janki en Kunda, Uttar Pradesh, India, que ocasionó la muerte de 63 personas y dejó severamente heridas a más de 100. El incidente ocurrió después de que alrededor de 10 000 personas se acercaran al templo para recibir varios artículos y víveres gratis, como vituallas y ropas, en el primer aniversario de la muerte de la esposa de Kripalu Maharaj.
Hubo al principio informes contradictorios acerca del número de muertos, que oscilaban entre los 61 y 65.